# 평삼치
평삼치(Scomberomorus koreanus)는 고등어목 고등어과에 속하는 물고기이다. 몸길이는 1.5m에 몸무게는 15kg인 대형어류에 속한다.

## 특징과 먹이
평삼치는 삼치와 대체적으로 비슷하지만 삼치에 비해 몸이 더 높고 입이 뾰족하고 짧다는 차이점의 특징이 있다. 등은 잿빛을 띄는 푸른색이며 배는 은빛을 띄는 흰색이고 옆구리에는 걸은 잿빛의 반점이 세로로 줄지어 있다. 등지느러미는 2개로 제1등지느러미는 기저의 길이가 길고 제2등지느러미는 기저의 회백색을 띄며 바깥쪽의 테두리가 검다. 측선의 주위로는 등쪽과 배쪽에 가느다란 보조 가지가 나있다. 또한 위턱과 아래턱엔 삼각형의 모양이 되는 날카로운 이빨들이 나있다. 먹이로는 멸치, 청어, 정어리, 꽁치 등의 작은물고기와 오징어와 같은 두족류, 갑각류를 잡아먹는 육식성 물고기이다.

## 서식지와 산란기와 어획
평삼치의 주요 서식지는 서부 태평양과 인도양이 있으며 대한민국, 일본, 대만, 중국, 싱가포르, 인도네시아, 인도, 스리랑카에서 가장 많은 개체수가 서식한다. 수심 10~50m의 연안에서 서식하는 표해수대의 어류이다. 평삼치의 산란기는 6월에서 7월인 여름이며 대한민국의 황해에 많은 알을 산란한다. 평삼치는 식용으로도 사용이 되는 어종인데 이빨이 매우 날카로운 어종인만큼 살아있는 개체를 다룰 때는 주의가 요구된다. 평삼치는 주로 회나 매운탕으로 가장 많이 식용한다.

## 같이 보기
- 고등어목
- 고등어과